# 中国中央电视台
中国中央电视台（英語：China Central Television），通称中央电视台，正式简称央视，亦简称中央台，是中华人民共和国的国家级电视媒体。成立于1958年5月1日，正式播出于1958年9月2日。现拥有49个电视频道，是世界上电视频道数量最多的电视台，隸屬于中央廣播電視總台。
中国中央电视台的所有的节目都通过卫星播出，部分受众多的频道采用卫星和光缆干线同时向国内传输，向国际传输时则全部经由卫星。该台拥有中国大陆境内最多的收视人群。除了面向中国大陆播出的频道之外，央视还通过卫星、互联网向全球播出包括中文在内的各种语言的国际频道。央视在全球各地设立了自己的记者站，并在肯尼亚首都内罗毕设立了非洲分台，在美国首都华盛顿设立了北美分台，在英国首都伦敦设立了欧洲分台，致力于发展成为“国际化新闻媒体”。央视属于国家事业单位编制，接受中央广播电视总台的直接管理，同时采用企业化管理模式，将自身定位为“党、政府和人民的重要喉舌”，对外呼号中国之声（英語：Voice of China）。由于央视的独特地位和影响力，央视本身和有关央视的新闻事件也时常成为其他媒体关注的焦点。中国中央电视台现为中央广播电视总台的一部分，与同属中央广播电视总台的中央人民广播电台和中国国际广播电台并称为中央三台。

## 历史

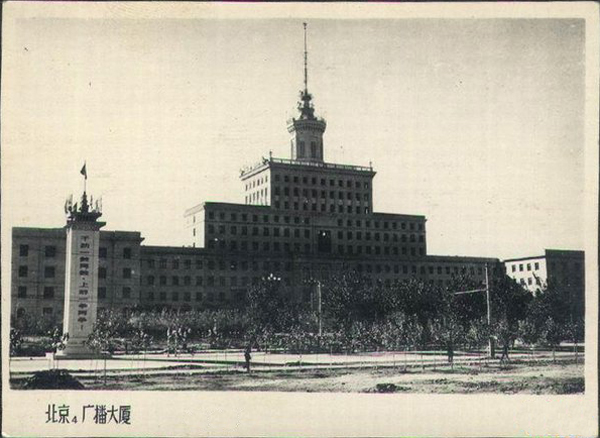
中国中央电视台最初的台址“中央广播大厦”，现为国家广播电视总局局址

### 筹备
1953年，当时的中央广播事业局派员赴捷克斯洛伐克学习电视技术。1955年，经时任国务院总理周恩来批示，中央广播事业局开始筹备组建电视台。1957年夏，中国大陆第一台电视试验机研制成功；同年8月17日，北京电视台实验台筹备处成立。1958年3月12日，北京广播器材厂制造的全国首套1kW黑白电视图像发射机和500W伴音发射机调试成功，并通过北京中央广播大厦（亦即广播事业管理局总部）进行测试广播。

### 成立初期
1958年5月1日19:00，央視的前身“北京電視台”成立并开始试播，是中國大陆第一家電視台及全世界第一个全中文廣播电视频道。北京电视台于9月2日正式启播:89。北京電視台每周仅播出3次、每次30分钟，節目播出范围仅限北京地区，最初台内仅有30多名职工，职工主要来自中央人民广播电台、中央新闻纪录电影制片厂、八一电影制片厂。1973年5月1日，北京電視台用八频道在北京地区试播PAL-D制式彩色电视節目，8月7日，彩色电视节目开始通过京津、京沪微波线路向外地传送。10月1日，北京電視台对外正式宣布播出彩色電視節目，播出的內容為教育節目。1975年，实现全彩色节目播出。至1978年底，北京电视台的彩色电视节目已传送至全国26个省、市、自治区:93。

### 发展

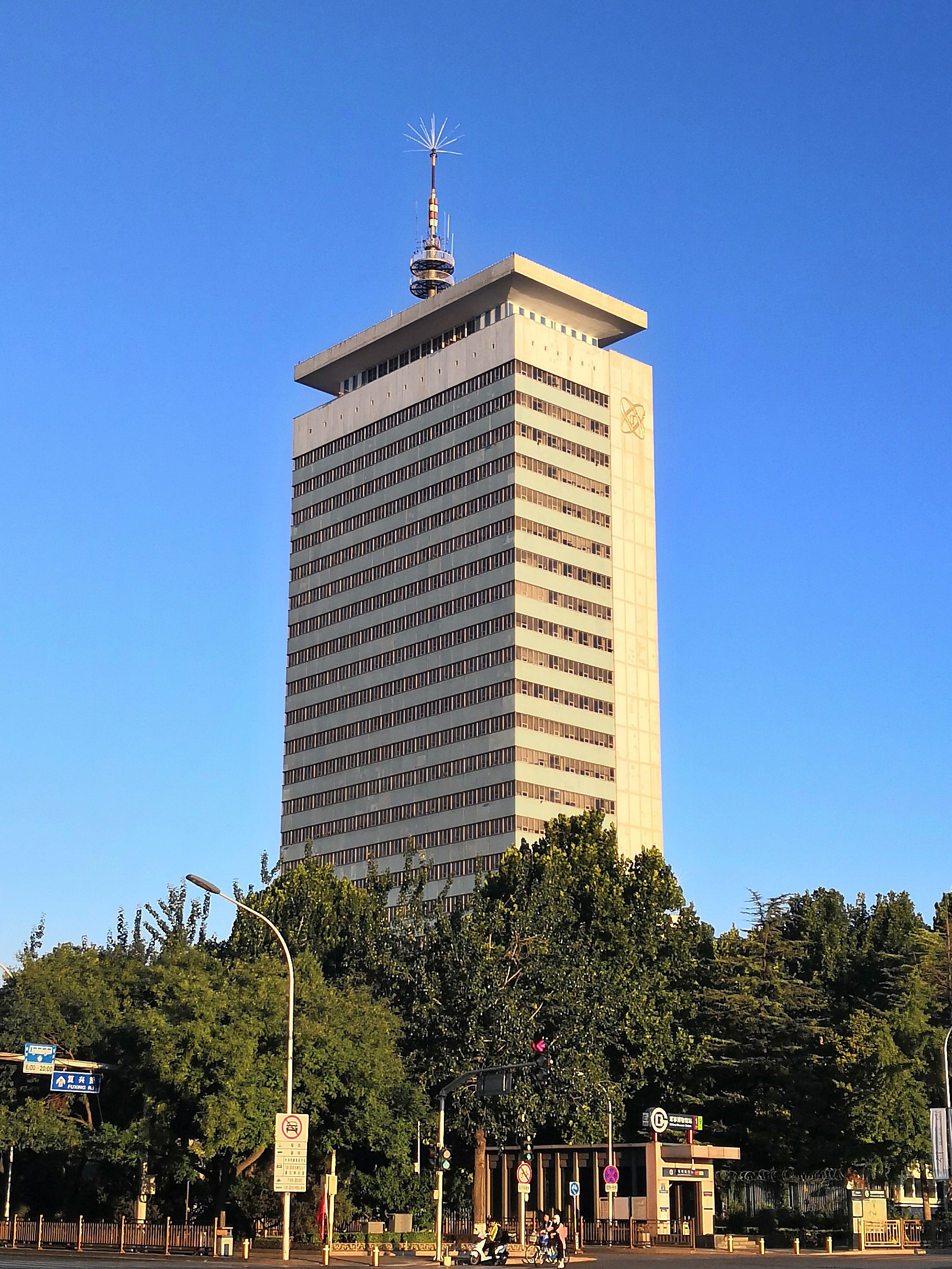
中央广播电视总台总部大楼

1978年5月1日，經中共中央批准，原北京電視台更名为“中央電視台”，全称改为“中國中央電視台”，英文缩写定为CCTV。1978年6月，中央电视台首次通过卫星转播第十一届世界杯足球赛比赛实况。1979年12月，中央电视台开办广告业务。1985年，央視所有節目全部实行栏目化播出。1988年3月15日，央視总部从广播大厦院内迁至彩電中心。1991年，中央电视台开始使用俄罗斯ST-14及亚洲一号卫星向海外转发第一套节目。1996年，央視升格为副部级事业单位。1998年6月1日，央视启用透明CCTV台标。
1999年，央视提出“频道专业化、栏目个性化、节目精品化”战略，开始推行频道专业化改革，并从2000年起对一、二、三、四套节目进行频道改版。
2001年7月9日，央视各频道正式更换双线CCTV勺形台标。对此，中央电视台总编室推出统一的台呼宣传片（ID），内容均为“您正在收看的是中央电视台××频道”（包含实际上并不属于中央电视台管理的电影频道）；但部分频道没有使用该版统一台呼，而使用频道自行制作的独立版本，如电视剧频道。2004年，央視的数字付费频道开播。2009年，央视内部体制改革，由原来的制作中心负责制改为频道负责制。2018年3月，中央广播电视总台整合成立后重新改回中心制。

### 新址搬迁

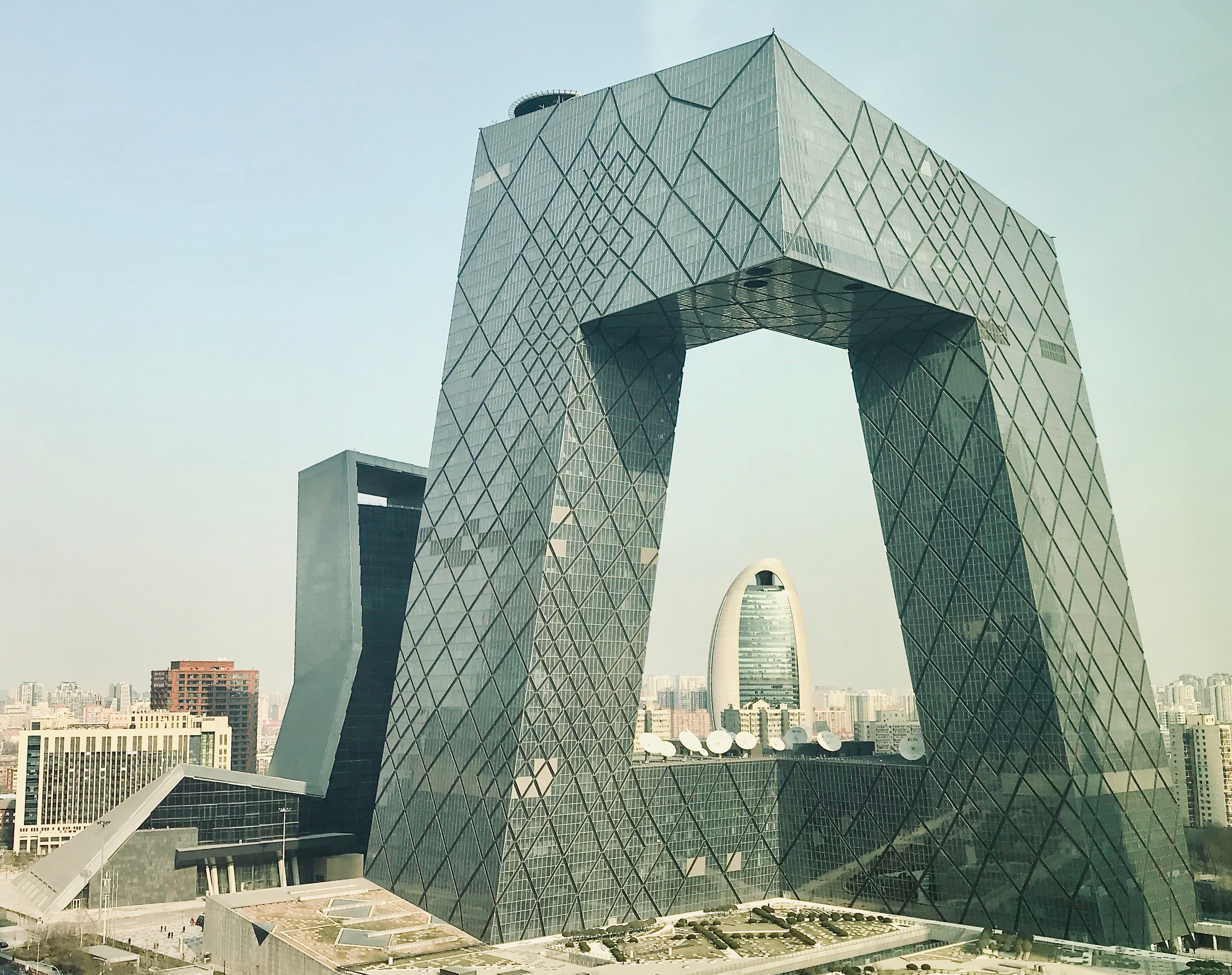
中央广播电视总台光华路办公区

2010年4月26日，CCTV-9改版为英语新闻频道开播。2013年6月17日，央視宣布除电影频道外，该台24个公共类频道从当天起正式在央視新址全面播出，但大部分频道的節目演播室仍在彩電中心。2014年4月11日，西班牙语和法语国际频道全面改在新台址制作播出。2014年4月18日，阿拉伯语和俄语国际频道全面改在新台址制作播出。2014年12月29日，英语新闻频道全面改在新台址制作播出。2015年1月1日，中文国际频道全面改在新台址制作播出。2015年1月6日，新闻频道的0时至6时的内容开始在新台址播出。其中，0时的《午夜新闻》及凌晨时段整点档的《新闻直播间》通过新台址制作播出。2015年5月1日，财经频道全面改为新台址制作播出。2016年12月31日，央视旗下外语频道统一更名为“中国环球电视网”（China Global Television Network，简称CGTN，又称“中国国际电视台”）。

### 高清化制播
1999年，中央电视台高清试验频道启播，面向北京地区试播，并高清播出了国庆50周年阅兵式，这是央视首次对大型活动进行高清直播。2006年，央视第一条高清付费频道——中央电视台高清影视频道开播，2008年转型为中央电视台高清综合频道，并对奥运会赛事进行高清直播。
2009年，中央电视台综合频道的高清信号开始在台内试播，并与同年9月28日随着中国第一批卫视高清频道上星开播。2012年9月28日，央视综艺、体育、电视剧三个频道的高清信号上星开播，同年12月12日，电影频道高清信号上星开播。2014年1月1日，央视财经、军事农业、纪录、科教、社会与法、少儿频道的高清频道上星开播。其后的次年4月15日，中文国际频道高清频道也上星开播。2016年9月1日，央视外语频道高清信号上星开播。2017年，央视数字付费频道陆续筹备高清播出，同时央视戏曲、新闻、音乐频道的高清化播出也处于筹备状态。2018年9月1日，中央电视台戏曲频道、音乐频道的高清同播频道通过中星6A上星播出。
2018年10月1日，中国中央电视台开通4K超高清直播频道。
2020年7月19日0点，中央电视台新闻高清同播频道通过中星6A上星播出。
2021年2月1日12点，中央电视台8K超高清频道试验开播，在中央广播电视总台IP网以组网方式进行持续播出试验，并将试验信号传送到北京国家大剧院、上海国际传媒港、广州、深圳、成都、杭州、济南、海口、青岛等9个城市公共场所的30多个超高清大屏及首批8K电视机同步播放。

### 建制改革
2018年3月21日，根据中共中央印发的《深化党和国家机构改革方案》，原中国中央电视台、中国国际电视台、中央人民广播电台、中国国际广播电台合并，组建新的中央广播电视总台，作为国务院直属事业单位，归口中共中央宣传部领导。原中国中央电视台、中国国际电视台、中央人民广播电台、中国国际广播电台建制撤销，但对内保留原呼号，对外统一呼号为“中国之声”。

## 服务

### 电视频道
中国中央电视台总共拥有32个免费电视频道（包含中国环球电视网下辖的6个频道和6个仅限境外落地的海外频道，若不包括后者则为26个），其首个电视频道中国中央电视台综合频道创办于1958年9月2日。在这些频道中，除了中文频道外，还包含央视旗下中国环球电视网的英语、法语、西班牙语、阿拉伯语、俄语五个非中文频道，它们通过卫星覆盖全国及全球，并在全国各地有线电视网及IPTV播控平台落地播出。这些电视频道多为全天播放，但国防军事、农业农村、科教、戏曲、社会与法、少儿、音乐频道则在北京时间凌晨1时（或者2时）左右至5时（或者6时）停播几个小时不等，CCTV-4K则在北京时间0时至6时停播。2013年6月17日起，除电影频道以外的所有公共类频道开始在中央广播电视总台光华路办公区（原中央电视台总部大楼）全面播出。
此外，电影频道（CCTV-6）为中共中央宣传部的挂靠频道，由旗下直属事业单位“电影卫星频道节目制作中心”独立制播，运营工作实际隶属于中国电影集团，总台通过中央卫传中心负责频道收视费的收取及其标清版的卫星上链；中央电视台国防军事频道的部分节目由中国人民解放军新闻传播中心广播电视部（原解放军电视宣传中心，对外称作中央电视台军事节目）制作；中央电视台农业农村频道的部分节目委托给农业农村部所属的中国农业电影电视中心、中央农业广播电视学校制作。上述三个频道也分别拥有各自独立的官方网站，即1905电影网、中国军视网和农视网。
除了免费频道外，中国中央电视台还有17个数字电视付费频道。这些频道除了电视指南频道可以免费观看外，其余频道原则上需付费方能收看。
| - 综合频道（含港澳版） - 财经频道 - 综艺频道 - 中文国际频道 - 体育频道 - 体育赛事频道 - 电影频道 - 国防军事频道 - 电视剧频道 - 纪录频道 - 科教频道 - 戏曲频道 - 社会与法频道 - 新闻频道 - 少儿频道 - 音乐频道 - 奥林匹克频道 - 农业农村频道 - 4K超高清频道 - 8K超高清频道 - 中视购物频道 - 中国环球电视网英语频道 - 中国环球电视网法语频道 - 中国环球电视网西班牙语频道 - 中国环球电视网阿拉伯语频道 - 中国环球电视网俄语频道 - 中国环球电视网纪录频道 | - 电视指南频道 - 风云剧场频道 - 第一剧场频道 - 怀旧剧场频道 - 风云音乐频道 - 女性时尚频道 - 风云足球频道 - 高尔夫·网球频道 - 台球频道 - 世界地理频道 - 央视文化精品频道 - 卫生健康频道 - 兵器科技频道 - 发现之旅频道 - 老故事频道 - 中学生频道 - 娱乐频道 - 戏曲频道（海外） - 中国电影频道 - 大富频道 - Hi-Indo! |

### 互联网
央视网是中国中央电视台的门户网站，自2010年起又称“中国网络电视台”（英文简称CNTV），是中国国家网络电视播出机构，是央视下辖的网络电视的公共服务平台。2017年起，中国网络电视台网站改回央视网域名，其节目点播亦变回了央视网标志。事实上，现在的中国网络电视台已经转型为IPTV和OTT业务服务的“中国IPTV（爱上电视传媒）”、“中国互联网电视（NewTV未来电视）”。

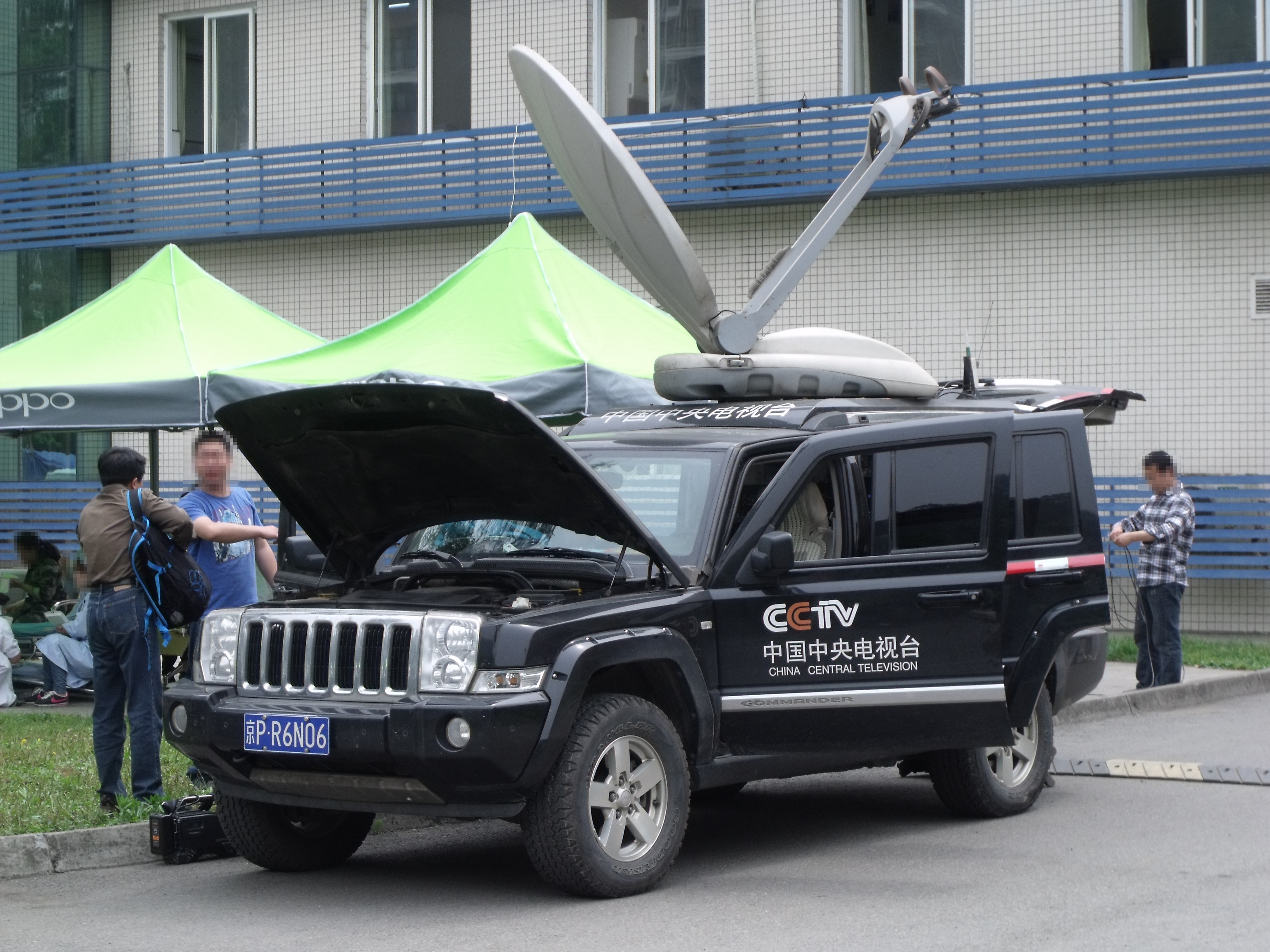
2013年雅安地震中，在震区进行直播连线报道的中央电视台越野型卫星转播车

### 电视点播
中国中央电视台于2017年开设面向全国有线电视互动点播业务平台的“CCTV央视专区”，央视体育精品赛事及央视节目精彩集锦通过专区进行呈现，于年内完成全国大多省市地区有线电视网络的对接。又于2018年2月，“央视专区”全新开启4K点播服务，从2018央视春晚和冬奥会出发，畅享央视节目超高清点播资源。
“CCTV-IP电视”是国家广播电视总局唯一授权的全国IPTV播控总平台，于2014年更名为“爱上电视传媒”（央视国际网络无锡分公司与百视通合资成立），为全国各省IPTV服务平台提供节目，设有了央卫视直播频道、轮播频道（如少儿动画、魅力时尚、党员教育、中国微电影、数字人文等）和央视网节目点播。此外，全国各地有线电视互动平台仍然保留着“中国互联网电视”专区，一样是点播“央视网”的栏目。

### 移动传媒
中国中央电视台移动传媒（简称“CCTV移动传媒”）是国家广播电视总局唯一授权以“CCTV移动传媒”为播出名称，在全国范围内为公共视听载体提供节目集成、播控和传输服务的机构。它是央视网的重要组成部分，由民营企业巴士在线负责运营和管理，整合央视精彩节目片段和节目预告宣传片饭制化编排。“CCTV移动传媒”包括移动公交、移动地铁、移动民航、移动列车、移动快客、移动楼宇、移动饭店、移动广场八个频道，这些频道节目资源播出模式为移动硬盘（插卡）循环播放。

## 节目

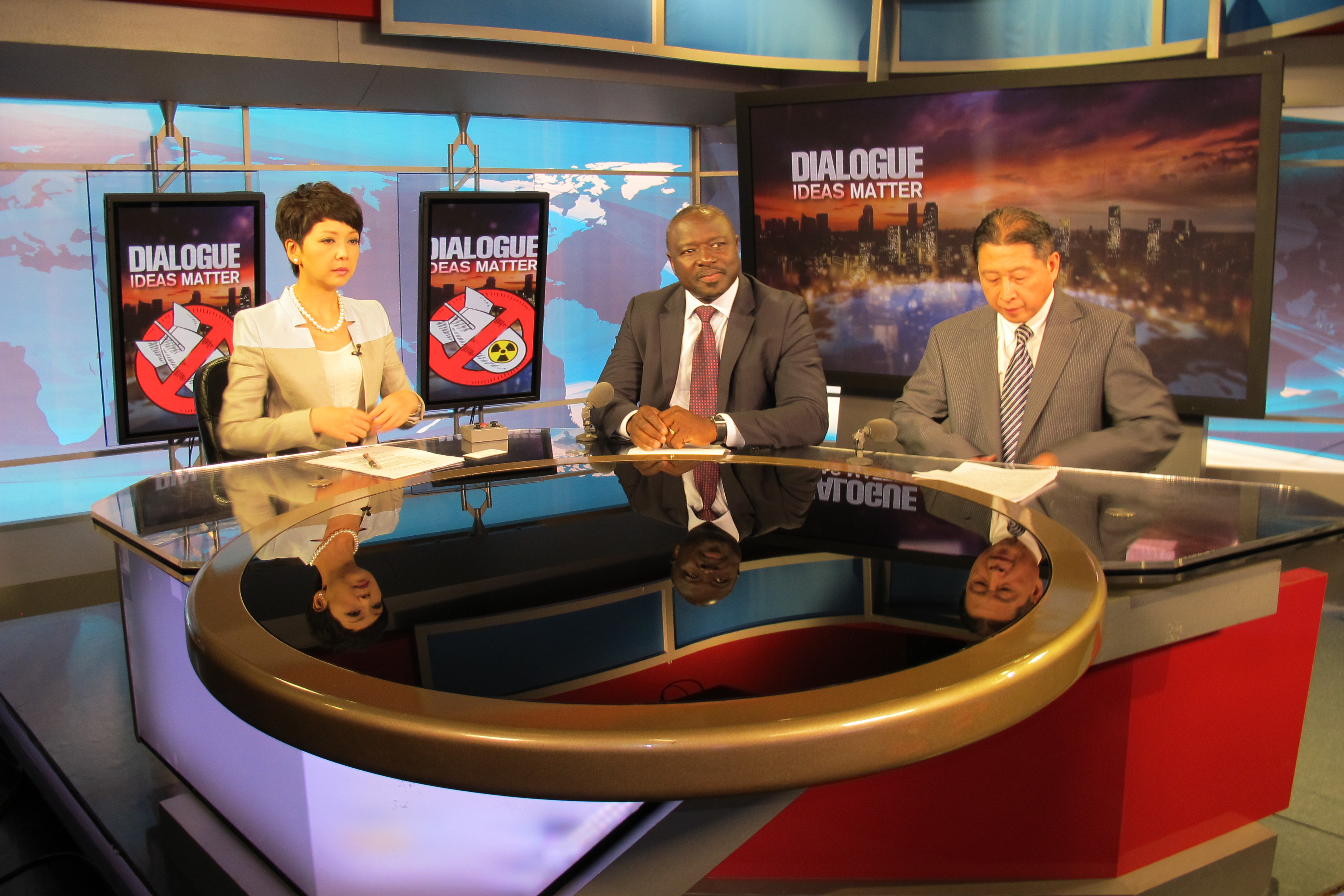
《对话》（Dialogue）是原中央电视台英语新闻频道的一档新闻谈话类节目

作为中国最主要的电视台，中国中央电视台在中国电视史上具有不可或缺的地位。其黄金时段播出的《新闻联播》节目被认为是“中国政坛的风向标”。与其后播出的《天气预报》、《焦点访谈》并为央视最重要的新闻时段。与此同时，《朝闻天下》、《东方时空》等新闻节目也占据了主要新闻时段。
此外，央视制作的《春节联欢晚会》、《六一晚会》、《中秋晚会》、《开学第一课》等综艺晚会节目亦具有广泛收视。而《百家讲坛》、《中国汉字听写大会》、《中国成语大会》、《中国诗词大会》等文化类节目也被誉为是“综艺清流”。
同时，央视亦播出了诸多兼具收视与社会影响的记录片。《故宫》、《新丝绸之路》、《再说长江》、《大国崛起》、《香港十年》、《大三峡》、《舌尖上的中国》、《百年潮中国梦》、《东方主战场》、《记住乡愁》、《辉煌中国》、《强军》、《大国外交》、《法治中国》、《航拍中国》、《我们一起走过》、《四十年四十个第一》、《我们走在大路上》、《亚洲文明之光》、《同心战“疫”》、《英雄儿女》、《摆脱贫困》、《敢教日月换新天》等纪录片均引起了较大影响。
在电视剧方面，中央电视台于1990年代末以前制作的四大名著系列电视剧《西游记》、《红楼梦》、《三国演义》、《水浒传》享誉海内外，亦被奉为经典。而《大宅门》、《情深深雨濛濛》、《走向共和》、《亮剑》等电视剧也在中国电视剧史上具有较大意义。同时，中央电视台还适时播出了《血疑》、《实习医生格蕾》、《东京塔》等外购剧集。

## 组织

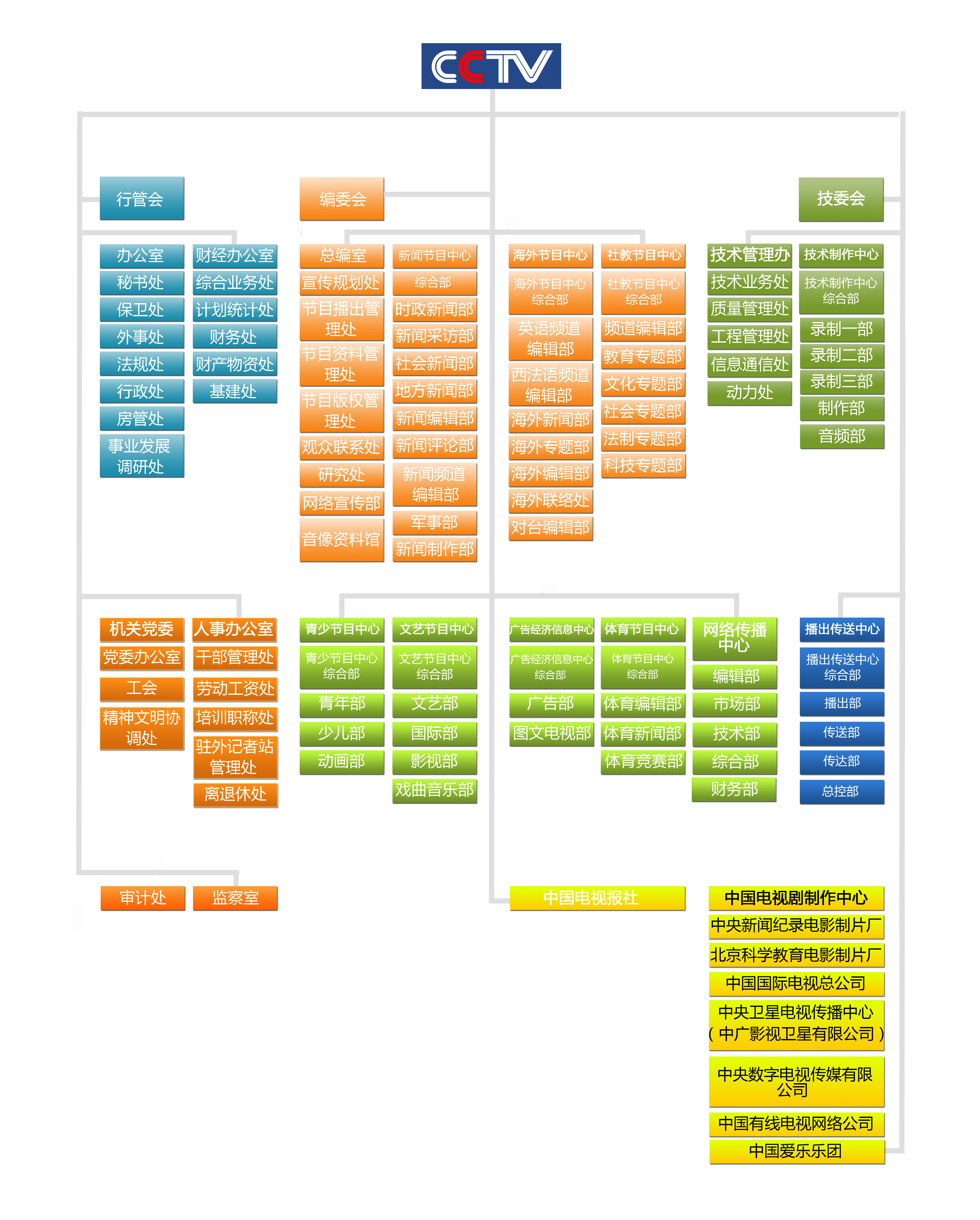
2018年4月中国中央电视台建制撤销前（中央广播电视总台成立前）的组织架构

2018年深化党和国家机构改革前，中国中央电视台是国家新闻出版广电总局下属副部级事业单位。中央电视台本部设办公室、总编室、新闻中心、大型节目中心、海外传播中心、人力资源管理中心、财务管理中心、技术管理中心、技术制作中心、播出传送中心、资产管理中心、发展研究中心、机关党委等内设机构。此外，综合频道、财经频道、综艺频道、中文国际频道、体育频道、电视剧频道、科教频道、社会与法频道、戏曲和音乐频道、少儿频道单设频道建制。
中国中央电视台原拥有中国国际电视总公司、长城平台、中央新闻纪录电影制片厂、中视传媒股份有限公司、中国电视剧制作中心、央视国际网络有限公司、中央卫星电视传播中心、中央数字电视传媒有限公司、央视动画有限公司、中国爱乐乐团、未来电视有限公司、爱上电视传媒有限公司、中国环球广播电视有限公司、中视购物有限公司、中视体育娱乐有限公司等15个直属企业单位。中央电视台建制撤销后，原央视直属企业单位转由中央广播电视总台领导管理。

### 历任领导
1. 罗东（1957年8月—1959年10月，北京电视试验台筹备处主任；1959年10月—1960年9月，北京电视台主任）
2. 孟启予（1960年9月—1963年12月，北京电视台副台长负责；1963年12月—1966年9月，北京电视台代理台长）
3. 毛德厚（1967年12月—1973年1月，中央广播电视局军管小组驻北京电视台军代表）
4. 任继胜（1973年1月—1978年5月，北京电视台台长；1978年5月—1980年3月，中央电视台台长）
5. 戴临风（1973年1月—1982年11月，北京电视台、中央电视台副台长负责）
6. 王枫（1982年11月—1988年5月，1987年7月起为广播电影电视部副部长兼）
7. 黄惠群（1988年5月—1991年12月）
8. 杨伟光（1991年12月—1999年2月，1994年4月起为广播电影电视部副部长兼）
9. 赵化勇（1999年2月—2009年5月，国家广播电影电视总局党组成员兼）
10. 焦利（2009年5月—2011年11月，国家广播电影电视总局党组成员兼）
11. 胡占凡（2011年11月—2015年4月，国家广播电影电视总局党组成员兼）
12. 聂辰席（2015年4月—2018年2月，2015年至2016年为国家新闻出版广电总局党组副书记、副局长兼，2016年起为中共中央宣传部副部长、国家新闻出版广电总局局长、党组书记兼）
13. 慎海雄（2018年2月—2018年3月，中共中央宣传部副部长兼）

## 播送

### 中國大陸

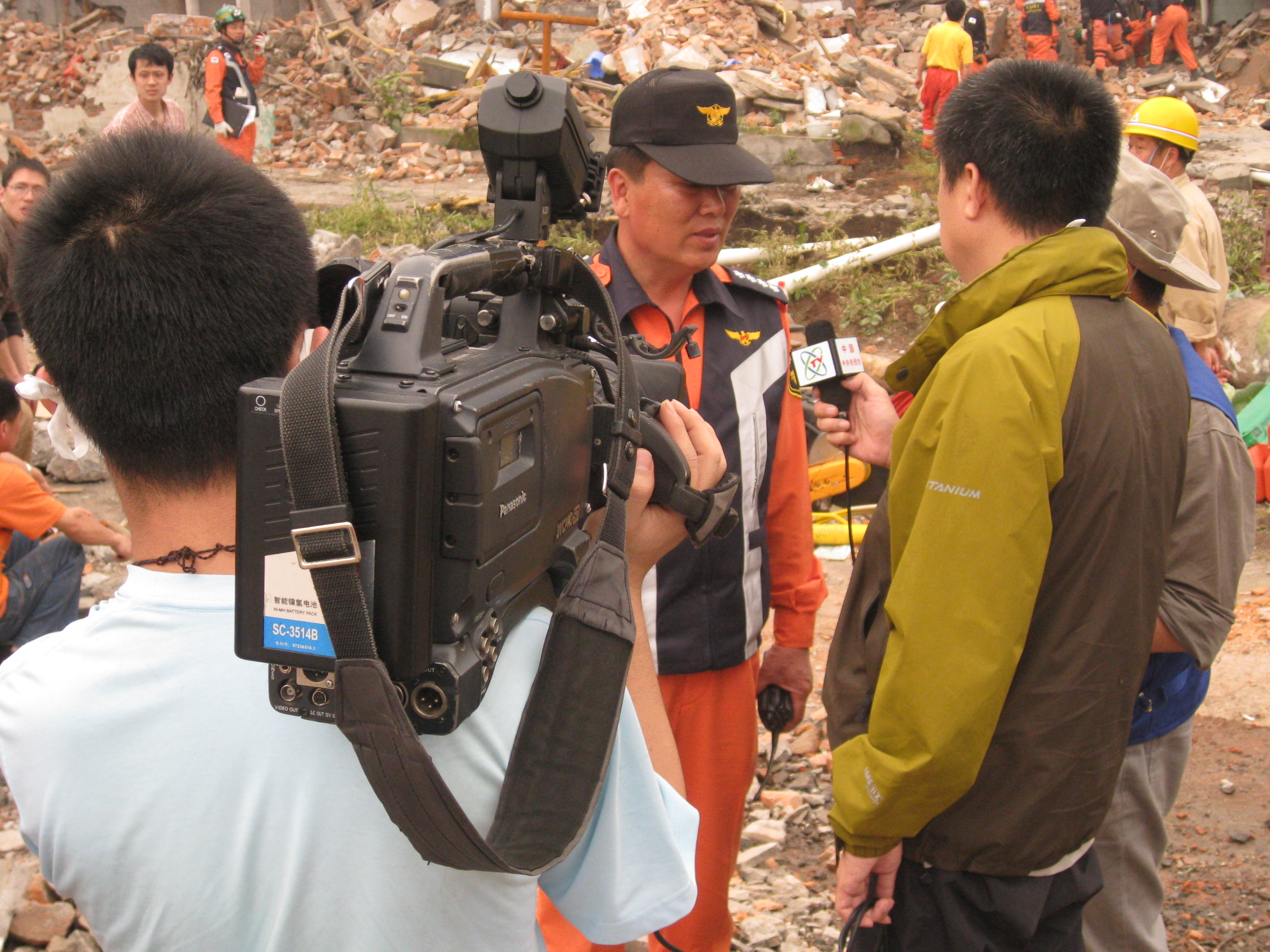
2008年汶川大地震后，央视记者在救灾现场采访

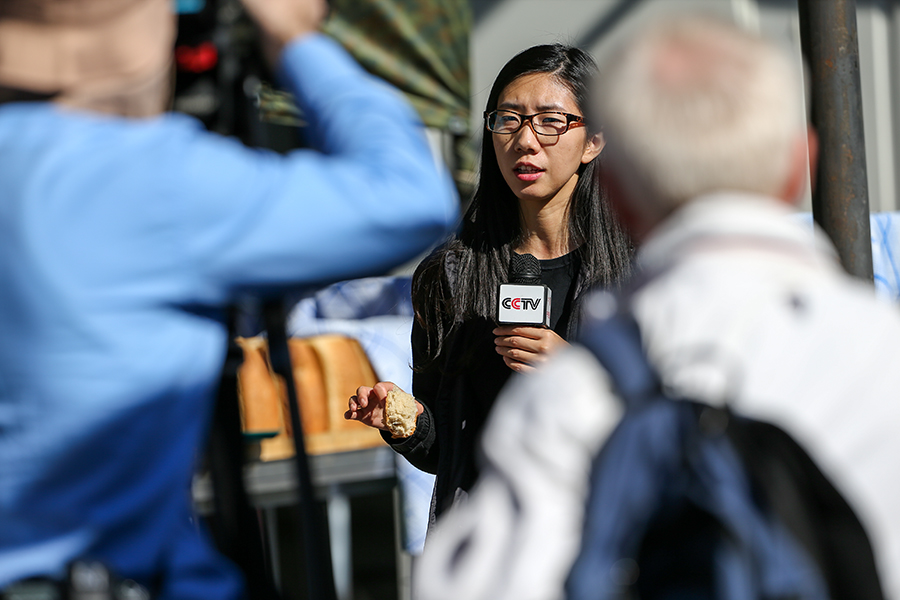
正在叙利亚基米米姆空军基地采访的央视新闻记者

中国中央电视台、中国环球电视网公共免费频道通过卫星网络覆盖全国及全球，并在各地有线电视网政策无偿必传播出（中国环球电视网仅限主频标清信号针对有线电视、无线地面波为必传频道），同时在央视网、中国环球电视网官网上进行全球视频直播（除中国大陆版权节目外（含中央电视台体育频道和体育赛事频道的国际体育赛事直播），其仅限境内IP开放，且防止“逆翻墙”中国境内的代理IP），央视综合频道标清版在全国各地均会发射地面无线电视信号，而其他频道（甚至高清版）在部分地区还会发射地面无线电视信号。
中国中央电视台作为中华人民共和国的国家官方电视台，在中国大陆具有无可取代的优势，影响巨大且广泛。央视节目的收视率一直保持很高的水平；直到2000年以后，地方卫视先后崛起，央视以往的绝对优势不再，但CCTV-1等频道仍长期处于收视前列。

### 港澳地区
居於香港與中國內地邊界地區的居民可以靠魚骨天線自行接收来自內地的訊號，但随着2010年亞洲運動會的開幕，深圳梧桐山發射站和珠海船底山發射站的發射訊號有明顯增強，市區内維多利亞港兩岸、港島南區和山頂等不少地方都可以依靠魚骨天線自行接收，但九龍北區、荃灣區、將軍澳等一些靠近香港本地發射站的地區，卻是難以接收央视综合频道。
自出現地面數碼電視後，亞洲電視用一條標清頻道轉播央视中文国际频道，到2011年3月改转播央视综合频道香港版，播放节目与内地版本有所不同。2016年4月1日，由于亚视的本地免费电视牌照到期，综合频道香港版地面电视版本停播，而付费电视平台则继续播出。而港台電視33也从2014年1月13日起开始转播央视纪录频道国际版的高清版本。2016年4月2日开播的港台电视33A则与港台电视33数码频道同步转播CCTV-9英文版节目（后改为CGTN纪录频道）。2017年5月29日，港台電視33、33A不再轉播中国环球电视网紀錄頻道，改為轉播央视综合频道港澳版的高清版本。而各付费电视平台則会提供CCTV-1港澳版（因澳门地波现同步香港版，故央视内部名称已将“香港版”更名为“港澳版”）、中文国际频道、戏曲频道、新闻频道和英语新闻频道等频道。香港無綫電視明珠台每周一至周五白天時段也会轉播一个小時中国环球电视网主频道節目，也会在凌晨全日节目播放完毕之前的最后一个节目时段录播前一天的中国环球电视网主频道《中國24小時》（China 24）。
而在澳门，澳廣視透过地面数字电视平台转播央视综合频道、新闻頻道、中国环球电视网主频和中国环球电视网纪录频道。另外，澳门有线电视也可以收看央视中文国际节目。澳廣視澳視體育在奥运会期间，会播出奥运会比赛，但自北京奥运会开始，澳门地区的奥运会版权一直是央视所有，而央视用来转播奥运会的频道直至2019年底中国中央电视台体育频道落地澳门之前无一在澳门落地播出，故央视授权澳广视在奥运会期间转播央视体育频道。澳广视在转播期间会自行配粤语解说。
澳门回归17周年之际，综合频道正式面向澳门无线数字电视用户播出，与香港播放版本其标清信号同步，并从2017年3月25日起澳视高清台（现澳门综艺频道）也开辟部分时段购买央视综艺频道一些综艺节目播出。澳门回归20周年之际，中央电视台体育频道高清信号正式面向澳门基本电视频道用户（公共天线用户）播出。

### 台灣
1993年，台湾的有线电视台开始转播《中国中央电视台新闻》节目。1994年，台灣有線電視开始转播CCTV-4。當時台灣本土的有線電視頻道數目不多，所以會有接收境外頻道來“補位”的狀況。但在2002年3月，中華民國政府全面禁播CCTV-4。同年8月，台湾年代公司复播；9月30日，台湾东森媒体集团复播，均由全天24小時轉播改為12:00-20:00轉播。2003年1月1日，央視4套、东南卫视均在台灣有線電視結束播出。2003年2月27日，行政院新聞局宣布不同意中國大陆电视台的節目訊號在台灣地區落地。原因包括2002年東森電視、中天電視、TVBS、年代電視、非凡電視台、三立電視等衛星頻道業者赴大陆申請節目訊號落地卻皆未獲廣電總局核准，而在這之前，台灣准許大陆電影、錄影帶、及央视中文国际频道在有線電視系統播出已經超過十年。
2004年，央視旗下的長城平台通過亞太5號直播衛星面向亚太地区播出，台灣用戶使用小型卫星天线便可接收。

### 海外地区

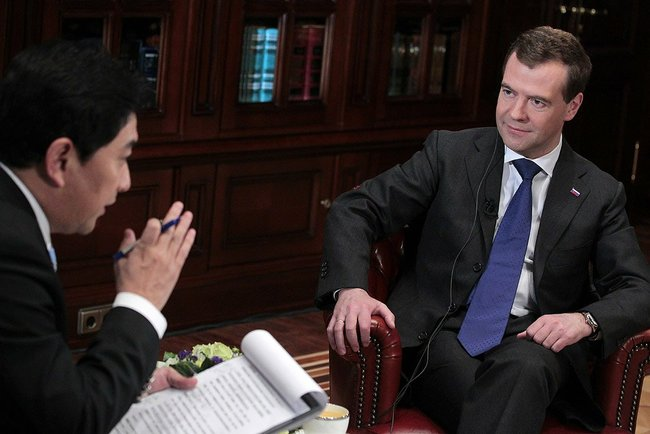
2011年，正在接受央视记者水均益专访的俄罗斯总统梅德韦杰夫

中国中央电视台中文国际频道以及中国环球电视网（CGTN，又名中国国际电视台）旗下英语、法语、西班牙语、阿拉伯语、俄语頻道、英语纪录频道，通过卫星、互联网等形式向对应地区及全球播出节目。
央视综合频道、中文国际频道、海外戏曲频道、新闻频道、海外娱乐频道以及中国环球电视网等其他华语频道和外宣频道借助长城平台在美国、加拿大、法国、亚洲、拉美地区通过有线电视、数字电视、IPTV、卫星电视等方式播出。在海外华人社区，央视中文国际频道有一定的影响力，春节晚会也通过其向全球同步直播。
为更进一步提高覆盖面范围，照顾云南等西南边境地区，中国于2015年发射了“老挝一号”卫星，之后中央电视台各频道亦有通过“老挝一号”卫星传输，至此老挝等东南亚地区亦可以通过该卫星收看中国的电视节目。
在日本，中央電視台於1998年7月與日本大富公司合作在推出了CCTV大富頻道，從開播到2011年12月22日，頻道一直只使用漢語播報，從2011年12月23日到2012年1月22日，在該頻道每天晚上的18時至0時的部分節目中，嘗試直播節目主聲道使用日語同聲傳譯，副聲道使用漢語原音播放，其他節目則是漢語原音配漢/日語字幕，2012年1月23日開始正式實行。另外在每逢除夕夜《春节联欢晚会》和党代会期间，除了通过电视的CCTV大富频道外，亦有通过日本弹幕网站niconico同步收看网络直播。
在印尼，中央电视台于2015年5月28日通过旗下全资子公司中国国际电视总公司与印尼艾奈特媒体公司联合推出了面向印度尼西亚境内播出的Hi-Indo!频道，在印度尼西亚开播以来传播效果明显，大幅提升了央视在印尼的知名度，排名央视所有海外频道第一，海外观众满意度调查排名第二。
另外，为扩大互联网国际传播影响力，中国中央电视台在Facebook、Twitter等中国境外社交媒体平台开办了多语种的账号通过文字、图片、视频等形式传播信息。目前中央电视台中文国际频道和CGTN英语、法语、西班牙语、阿拉伯语、俄语频道均通过其YouTube账号在互联网上进行直播，同时中央电视台通过多个YouTube账户即时上传包括《新闻联播》在内的新闻、综艺、纪录片等各类自办节目。

## 电视文化

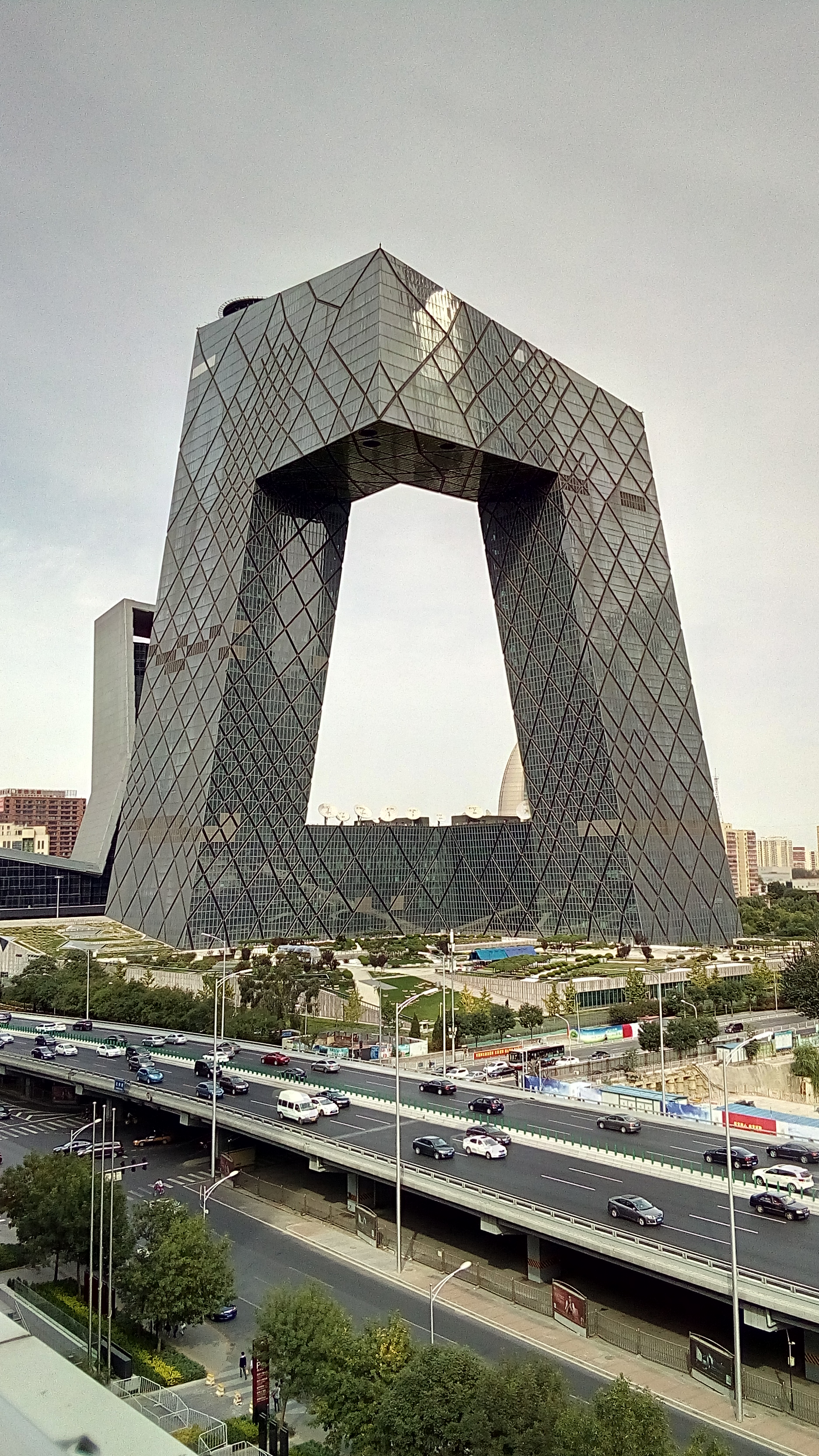
2009年初启用的中央电视台总部大楼

### 总部大樓
1988年3月15日，央視總部從廣播大廈院內原址遷至玉淵潭畔中央电视台彩色电视中心。
2004年9月22日上午，央視新台址建設工程開工，採用了雷姆·庫哈斯的設計方案。央視新大樓位於北京市朝陽區東三環中路（原北京汽車摩托車聯合製造公司廠址），地處北京東部CBD，佔地197000平方米，總建築面積約55萬平方米，最高建築234米，工程建築安全總投資約50億元人民幣，2009年初啟用。据《参考消息》报道，该大楼因其外形而被中国人戏称为“大裤衩”，有媒体指央视正在内部征集正式名称。
2009年元宵节，央视新大楼北配楼在还没有投入使用的情况下带头违规燃放烟花爆竹遭遇火灾烧毁，造成一名消防员殉职，央视为此在新闻中向公众致歉。

### 电视塔
中央电视台通过中央广播电视塔发射部分频道的微波信号。该建筑由原广播电影电视部设计院设计，塔高405米，底部占地面积12143平方米，建筑面积近6万平方米，由栈桥、退台、塔座、塔身、塔楼、天线桅杆6部分组成。在塔的基部为两层汉白玉围栏环绕的退台，塔座之上是逐步受细的塔身，其中分布着保障广播电视塔播出信号的机房。在塔的腰部242米处建有一个中国灯笼造型的塔楼，之上则是负责传输电视广播信号的天线。
中央广播电视塔于1990年建筑主体完工，1992年9月30日正式竣工开始播出广播电视信号，1994年10月开始对公众开放观光，1997年10月工程竣工验收获得通过。2004年，中央广播电视塔调整了公开发送的中国中央电视台节目微波信号，体育频道和综艺频道的信号被替换为音乐频道和少儿频道。

### 台标

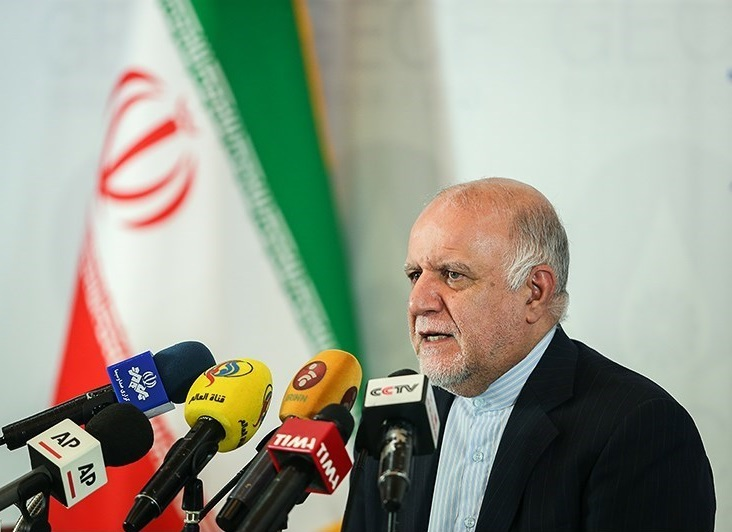
2015年天然气出口国论坛上出现的中央电视台话筒

1979年至2001年使用的旧台标呈蝴蝶形，并包含“TV”两个字母，启用于1979年，由原央视职工张德生设计，通稱“蝴蝶标”。蝴蝶标形似人造卫星运转轨迹、原子核、电视发射塔上的蝴蝶天线，是“CCTV”四个字母的变形体，颜色采用彩色电视的三原色（即红、绿、蓝）。1998年，因台标著作权纠纷，央视不再使用蝴蝶标；但在之后相当长的一段时间内，在央视记者话筒上仍可以看到，至今也会偶然性看到（例如2017年版中國廣播電影電視節目交易中心（中國國際電視總公司下屬機構）版權頁）。
目前使用的双线CCTV台标，启用于1998年，由日本设计师铃木智己设计。其中第二个“C”为红色，寓意“中国”、“中央”的含义。最初的边缘为方角，后来于2001年7月9日作出修改，将边缘美化成圆角，并适当拉宽。实际使用时为灰色半透明台标。当前，中国中央电视台使用的台标仍以带频道名称的双线台标为主。

### 引用
1. ↑  罗明.传递正能量 助力中国梦 （页面存档备份，存于）.《文艺报》（北京）.2013年7月1日出版.2014年3月3日查阅
2. ↑  国家广播电视总局. . 国家广播电视总局.   [2019-12-05]. （原始内容存档于2019-12-05）.
3. ↑  中国中央电视台. .   [2009-10-25]. （原始内容存档于2009-12-07） （中文（简体））.
4. ↑  中华人民共和国国家广播电影电视总局. .   [2009-10-16]. （原始内容存档于2011-07-14） （中文（简体））.
5. ↑  . 新华网. 国家广播电影电视总局. 2013-02-08  [2013-05-22]. （原始内容存档于2013-11-26）.
6. ↑  黄云. . 新闻战线 (人民日报社). 1958, (09): 58–59. ISSN 0257-5930.
7. 1 2  郭镇之. . 《现代传播》. 1989年, (2)  [2024-01-01].[]
8. ↑  . 哔哩哔哩. 2021-07-01  [2021-09-10]. （原始内容存档于2021-07-16） （中文（中国大陆））.
9. ↑  . 哔哩哔哩. 2019-06-22  [2020-06-11]. （原始内容存档于2022-04-14） （中文（中国大陆））.
10. ↑  . 腾讯网.   [2020-06-11]. （原始内容存档于2020-12-07）.
11. ↑  刘一. . 中国网络电视台.   [2013-06-17]. （原始内容存档于2014-09-02）.
12. 1 2  依马狮广电网. . 依马狮广电网.   [2018年3月23日]. （原始内容存档于2018年3月23日）.
13. ↑  . 央视网. 2021-02-01  [2021-02-01]. （原始内容存档于2022-05-20）.
14. ↑  驱动之家. . 驱动之家.   [2018-03-21]. （原始内容存档于2018-03-22）.
15. ↑  . 电影网.   [2019-05-08]. （原始内容存档于2021-03-22）.
16. ↑  . 和讯网. 2009-10-14  [2019-05-08]. （原始内容存档于2022-01-03） （中文（中国大陆））.
17. ↑  .   [2018-03-23]. （原始内容存档于2018-03-24）.
18. 1 2  中央电视台. . 央视网.   [2018-04-21]. （原始内容存档于2017-12-13）.
19. ↑   (PDF). 香港特别行政区财政司: 806.   [2024-03-29]. （原始内容存档 (PDF)于2024-05-17）.
20. ↑  . 中华人民共和国外交部驻澳门特别行政区特派员公署. 2016-12-20  [2024-03-29]. （原始内容存档于2024-03-29）.
21. ↑  . 澳門特別行政區政府入口網站. 2022-08-15  [2024-03-29]. （原始内容存档于2022-08-28）.
22. ↑  翁希边. . 《新闻爱好者》. 1992年, (11): 72. doi:10.16017/j.cnki.xwahz.1992.11.008. CNKI XWAH199211008.
23. ↑  晓艳. . 《台声》. 2002年, (06). CNKI TAIS200206005.
24. ↑  藍孝威. . 中时新闻网. 台北市: 旺旺中時媒體集團. 2013-04-30  [2024-03-15]. （原始内容存档于2024-03-15）.
25. ↑  自由亞洲電台. . 2013-05-08  [2024-03-27]. （原始内容存档于2024-03-27）.
26. ↑  . 央视网. 2015-11-21  [2017-09-23]. （原始内容存档于2017-09-23）.
27. 1 2  . 人民网. 2001-11-28  [2015-02-24]. （原始内容存档于2016-03-04）.
28. ↑  . （原始内容存档于2018-10-18）.